# Elzenschijfmineerwesp
De elzenschijfmineerwesp (Heterarthrus vagans) is een vliesvleugelig insect uit de familie van de bladwespen (Tenthredinidae). De wetenschappelijke naam van de soort is voor het eerst geldig gepubliceerd in 1808 door Fallen.